# Rampur (Nepal)

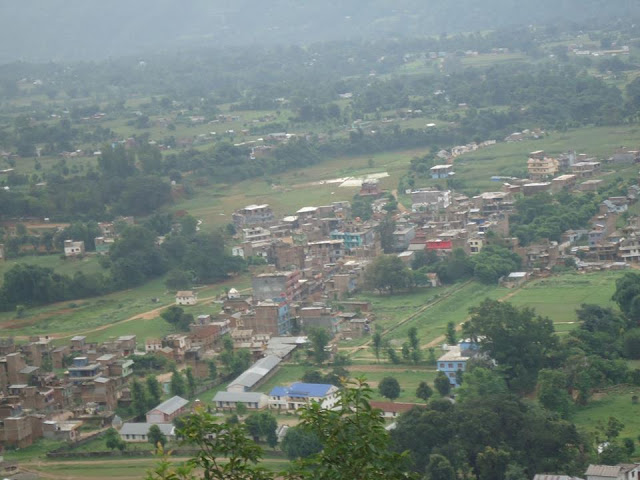
Rampur

Rampur (Nepali रामपुर Rampur) ist eine Stadt (Munizipalität) in Nepal im Distrikt Palpa.
Die Stadt entstand 2014 durch Zusammenlegung der Village Development Committees Darchha, Gadakot, Gegha, Khaliban und Rampur.
Rampur liegt am Südufer des Unterlaufs des Kali Gandaki an der Einmündung des Nisdi Khola. Am gegenüberliegenden Flussufer liegt die Stadt Chapakot.
Das Stadtgebiet umfasst 123,3 km².

## Einwohner
Bei der Volkszählung 2011 hatten die VDCs, aus welchen die Stadt Rampur entstand, 35.396  Einwohner (davon 15.438 männlich) in 8132 Haushalten.